# Radio Silence Productions
Radio Silence Productions est une société de production cinématographique et télévisuelle américaine, fondée en 2011 par Matt Bettinelli-Olpin, Tyler Gillett, Justin Martinez et Chad Villella.
Le groupe est connu pour la franchise V/H/S ainsi que pour ses films d’horreur tels que Wedding Nightmare, Scream, Scream 6 et Abigail, ainsi que pour leur travail précédent en tant que Chad, Matt & Rob,,.

## Membres
Radio Silence a été formé en 2011 par Matt Bettinelli-Olpin, Tyler Gillett, Justin Martinez et Chad Villella. Le collectif avait auparavant collaboré sous le nom Chad, Matt & Rob et s'était fait connaître pour sa combinaison d’humour, d’aventure, de science-fiction et d’horreur. Martinez et Villella ont ensuite quitté le groupe,.
- Matt Bettinelli-Olpin est originaire d’Oakland, Californie. Il est guitariste fondateur du groupe punk Link 80 et diplômé de l’université de Californie à Santa Cruz.
- Tyler Gillett est originaire de Flagstaff, Arizona, et diplômé de l’université de l'Arizona.

## Filmographie

### Cinéma
- 2012 : V/H/S d'un collectif
- 2014 : The Baby (Devil's Due) de Matt Bettinelli-Olpin et Tyler Gillett
- 2015 : 666 Road (Southbound) d'un collectif
- 2019 : Wedding Nightmare (Ready or Not) de Matt Bettinelli-Olpin et Tyler Gillett
- 2021 : Phobias d'un collectif
- 2021 : V/H/S 94 d'un collectif
- 2022 : Scream de Matt Bettinelli-Olpin et Tyler Gillett
- 2022 : V/H/S 99 d'un collectif
- 2023 : Scream 6 de Matt Bettinelli-Olpin et Tyler Gillett
- 2023 : V/H/S 85 d'un collectif
- 2024 : Abigail de Matt Bettinelli-Olpin et Tyler Gillett
- 2025 : Fountain of Youth de Guy Ritchie
- 2025 : Found Footage: The Making of the Patterson Project de Max Tzannes

Prochainement
- 2026 : Ready or Not 2: Here I Come de Matt Bettinelli-Olpin et Tyler Gillett